# Кэр, Сьюзен
Сьюзен Кэр (Susan Kare, Сузэн Кэр) — американская художница и графический дизайнер, создавшая многие из элементов интерфейса Apple Macintosh, Windows, IBM OS/2 в 1980-х. Соучредитель и креативный директор NeXT Computer — компании, основанной Стивом Джобсом в 1985 году после его ухода из Apple Computer.

## Биография
Кэр родилась в 1954 году Итаке, штат Нью-Йорк, и приходится сестрой филкеру и физику Джордину Кэру. Получила степень бакалавра искусств, summa cum laude, в Mount Holyoke College в 1975 году, и степень доктора философии в Нью-Йоркском университете в 1978 году, после чего переехала в Сан-Франциско, где работала в музее искусств.

## Apple Computer Inc

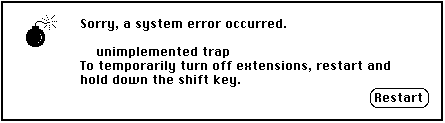
Иконка бомбочки разработана Сьюзен Кэр для системного сообщения об ошибке Mac OS 7

Кэр приглашена в Apple её школьным другом Энди Херцфелдом в 1982 году. В январе 1983 года присоединилась к команде разработчиков и работала там около четырёх лет. Её наиболее узнаваемые работы тех лет для Apple — шрифты Chicago и Geneva, Clarus the Dogcow, Happy Mac, и рисунок для клавиши Command на клавиатурах Apple.

## После Apple
Покинув Apple, Кэр устроилась в NeXT. Позже стала успешным независимым графическим дизайнером и работала с такими клиентами, как Microsoft и IBM. Среди её проектов для Microsoft были карточная колода для пасьянса «Косынка», и много элементов дизайна в Windows 3.0. Для IBM она делала значки и элементы дизайна OS/2 Warp; для Eazel — значки для файлового менеджера Nautilus.